# Apsara International Air
Pour les articles homonymes, voir Apsara (homonymie).
Apsara International Air (អាកាសចរណ៍ អប្សរា អ៊ែរ) est une compagnie aérienne cambodgienne, assurant des vols entre Phnom Penh, Siem Reap et Sihanoukville

## Destinations
- Cambodge
  - Siem Reap (Aéroport international de Siem Reap-Angkor) Hub
  - Phnom Penh (Aéroport international de Phnom Penh)
  - Sihanoukville (Aéroport international de Sihanoukville)

## Flotte
La flotte d'Apsara International Air inclut les appareils suivants (au 21 octobre 2014):